# Hunkpatina Indijanci
Lower Yanktonai (Hunkpatina), ogranak Yanktonai Indijanaca naseljen danas na rezervatu Crow Creek u Južnoj Dakoti gdje zajedno s Lower Brule, Miniconjou i Two Kettles broje svi zajedno 1,019 (1909). Sastoje se od bandi 1) Putetemini, Sweat-lips; 2) Shungikcheka ili Gun-iktceka (Sun ikceka), Common dogs; 3) Takhuhayuta ili Taquha-yuta (Tahuha-yuta), Eat-the-scrapings-of-hides; 4) Sanona ili San-ona, Shot-at-some-white-object; 5) Ihasha ili Iha-ca (Iha-sa), Red-lips; 6) Iteghu ili Ite-xu (Ite-gu), Burned-face; i 7) Pteyuteshni ili Pte-yute-cni (Pte-yute-sni), Eat-no-buffalo-cows.

## Vanjske poveznice
- Yanktonai Indian Tribe History